# Kościół św. Hieronima w Wiedniu
Kościół i klasztor św. Hieronima w Wiedniu (niem. Die Klosterkirche St. Hieronymus in Wien), powszechnie znany jako kościół franciszkanów w Wiedniu (niem. Franziskanerkirche) – rzymskokatolicki kościół i klasztor franciszkański w Wiedniu, w Austrii.
Klasztor należy do Prowincji św. Leopolda w Austrii i Południowym Tyrolu Zakonu Braci Mniejszych. Kościół i klasztor wpisane są na listę zabytków.

## Lokalizacja
Kościół znajduje się przy pl. Franciszkańskim, na wiedeńskim Śródmieściu.
W administracji kościelnej kościół położony jest na obszarze parafii archikatedralnej św. Szczepana w Wiedniu, w dekanacie miejskim 1, w archidiecezji wiedeńskiej.

## Patron
Patronem świątyni jest św. Hieronim ze Strydonu.

## Historia
Pierwszy klasztor franciszkański nurtu obserwanckiego w Wiedniu założył 22 lipca 1451 św. Jan Kapistran. Na jego siedzibę wybrał on dawny klasztor św. Teobalda w dzielnicy Laimgrube z 1349. Klasztor ten został zniszczony przez Turków, podczas oblężenia Wiednia w 1529. Turcy wymordowali wówczas ok. 100 braci. W kolejnych latach franciszkanie mieszkali przy różnych wiedeńskich kościołach.
W 1589 obserwanci otrzymali Dom św. Hieronima. Na jego miejscu wybudowano nowy klasztor i kościół. Kamień węgielny pod budowę położono 14 sierpnia 1603. 8 grudnia 1607 bracia zamieszkali w  niedokończonym jeszcze kompleksie, którego budowę kończono w kolejnych latach.
Od 1633 w klasztorze mieści się Generalny Komisariat Ziemi Świętej, który wspiera misje zakonu w Ziemi Świętej. Działa tu również jadłodajnia dla ubogich.

## Architektura i sztuka
Kościół został zbudowany w stylu renesansowym z elementami gotyku. Ołtarz główny wykonał Andrea del Pozzo.
Znajdują się tu Organy Wöckherla – pochodzące 1642 najstarsze organy w Wiedniu.

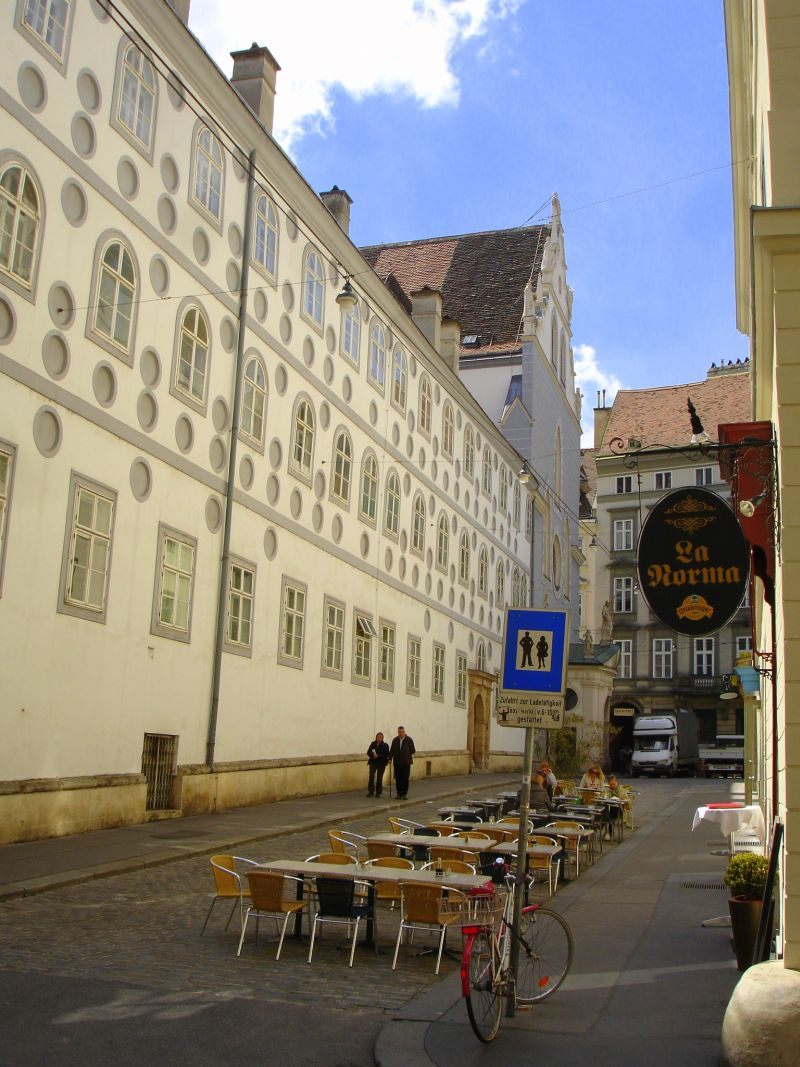
klasztor
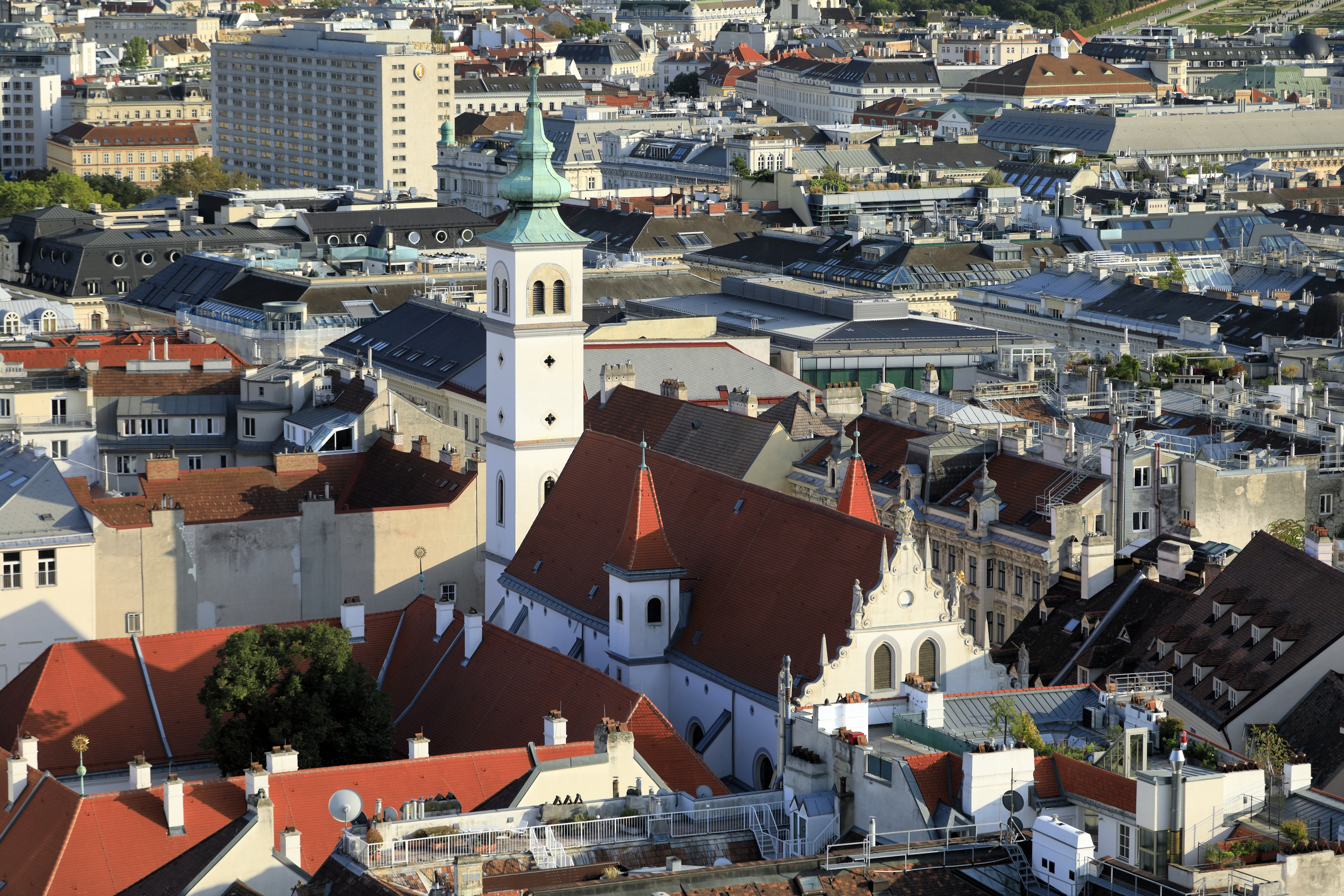
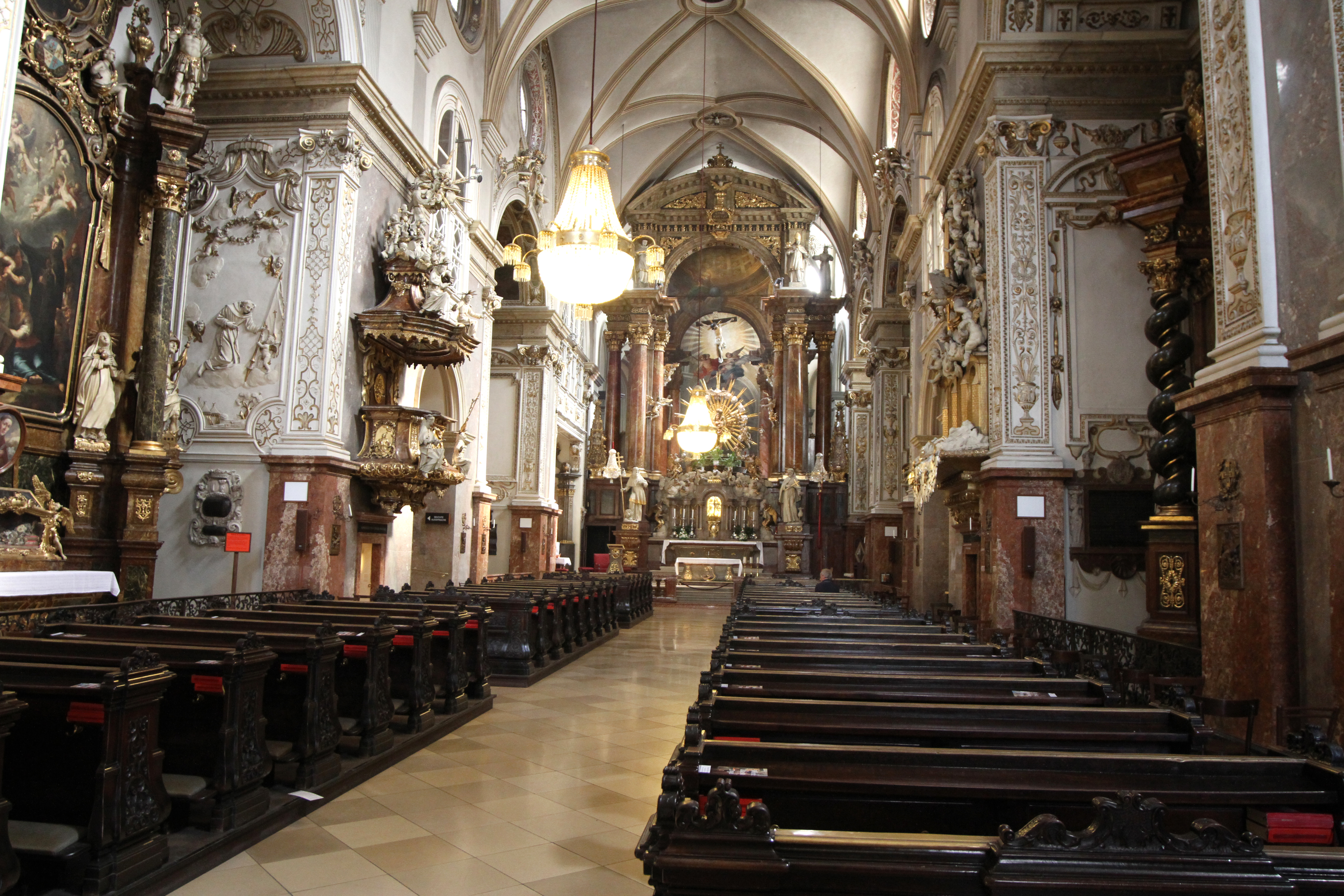
nawa główna
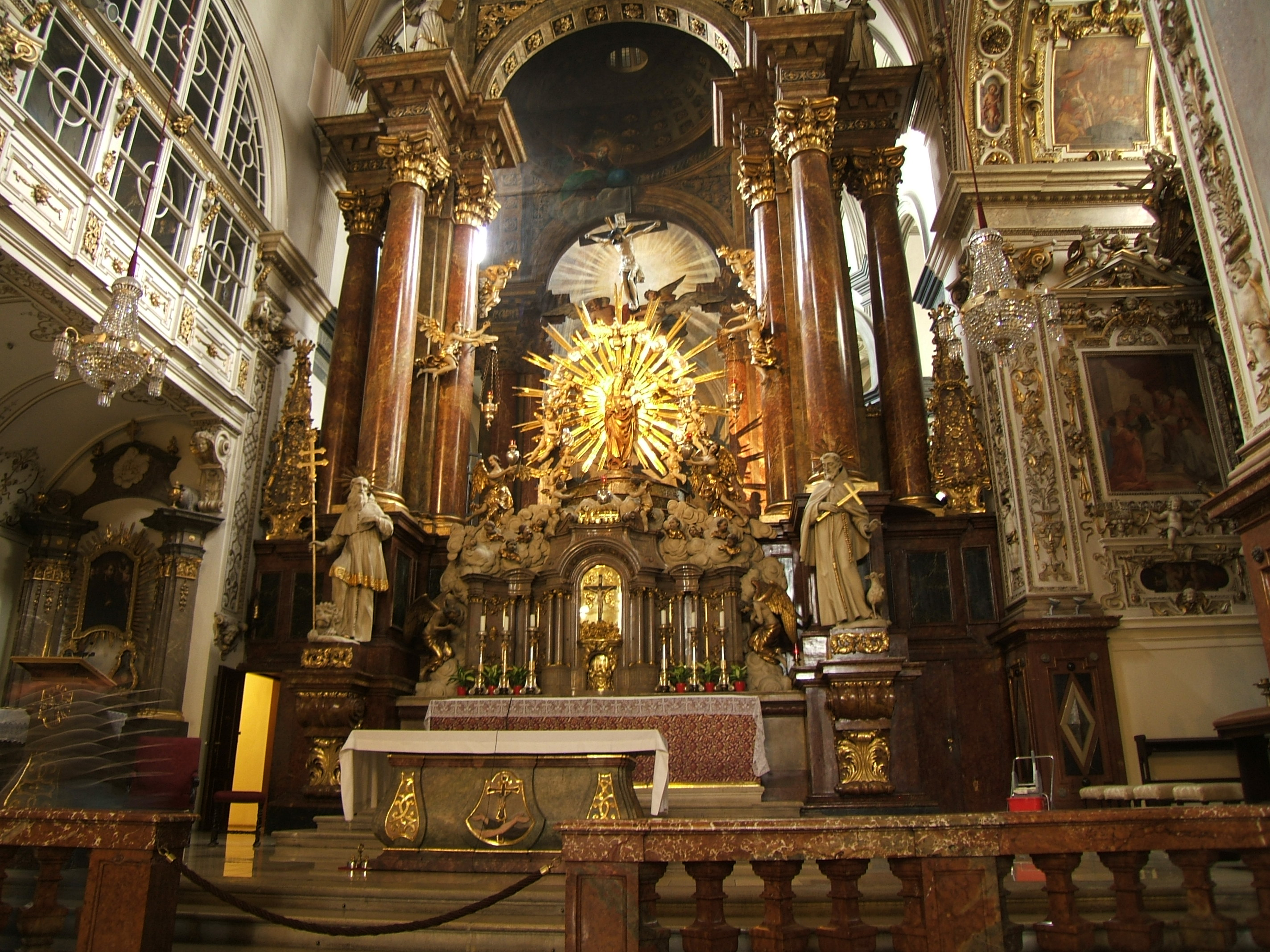
prezbiterium
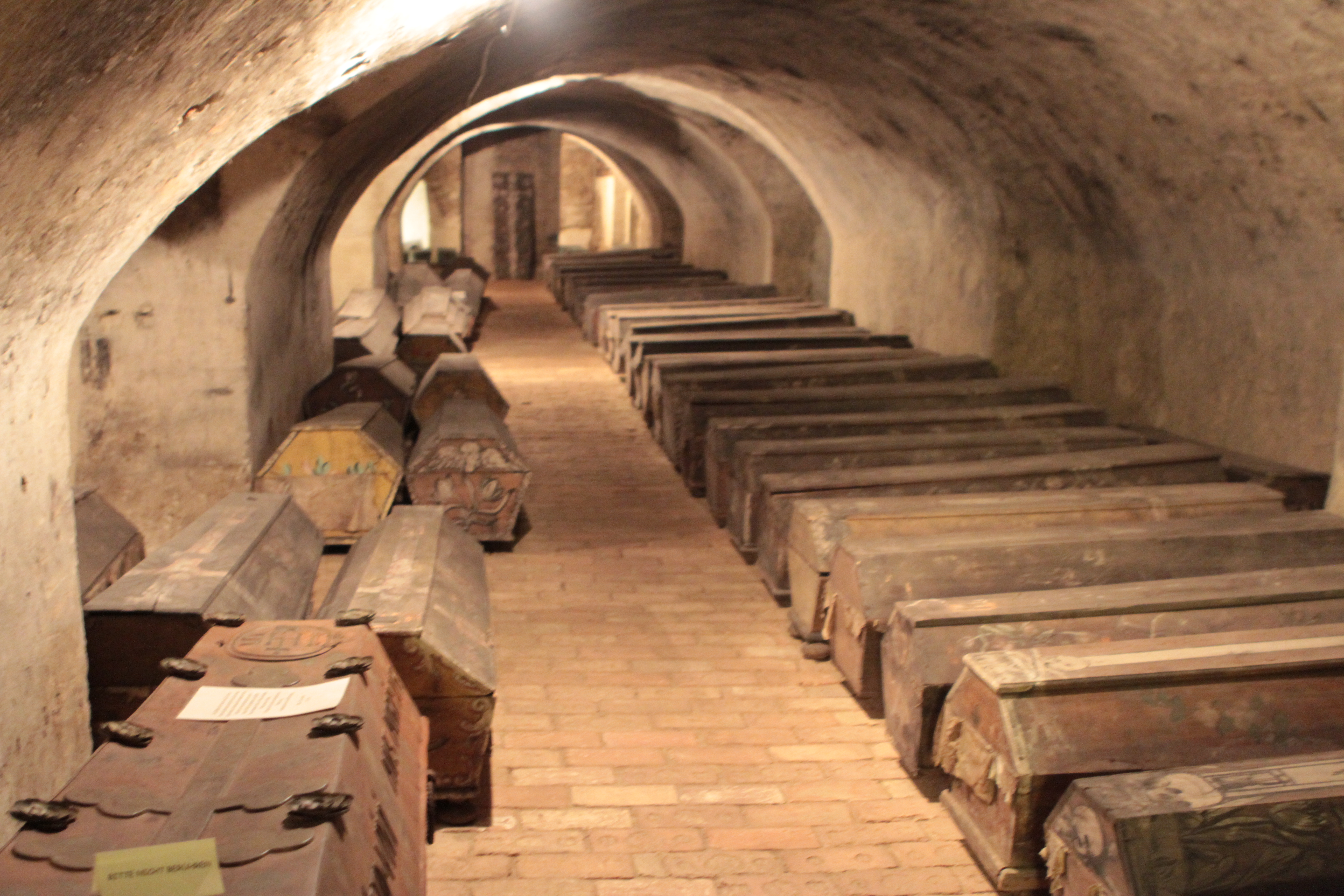
krypta
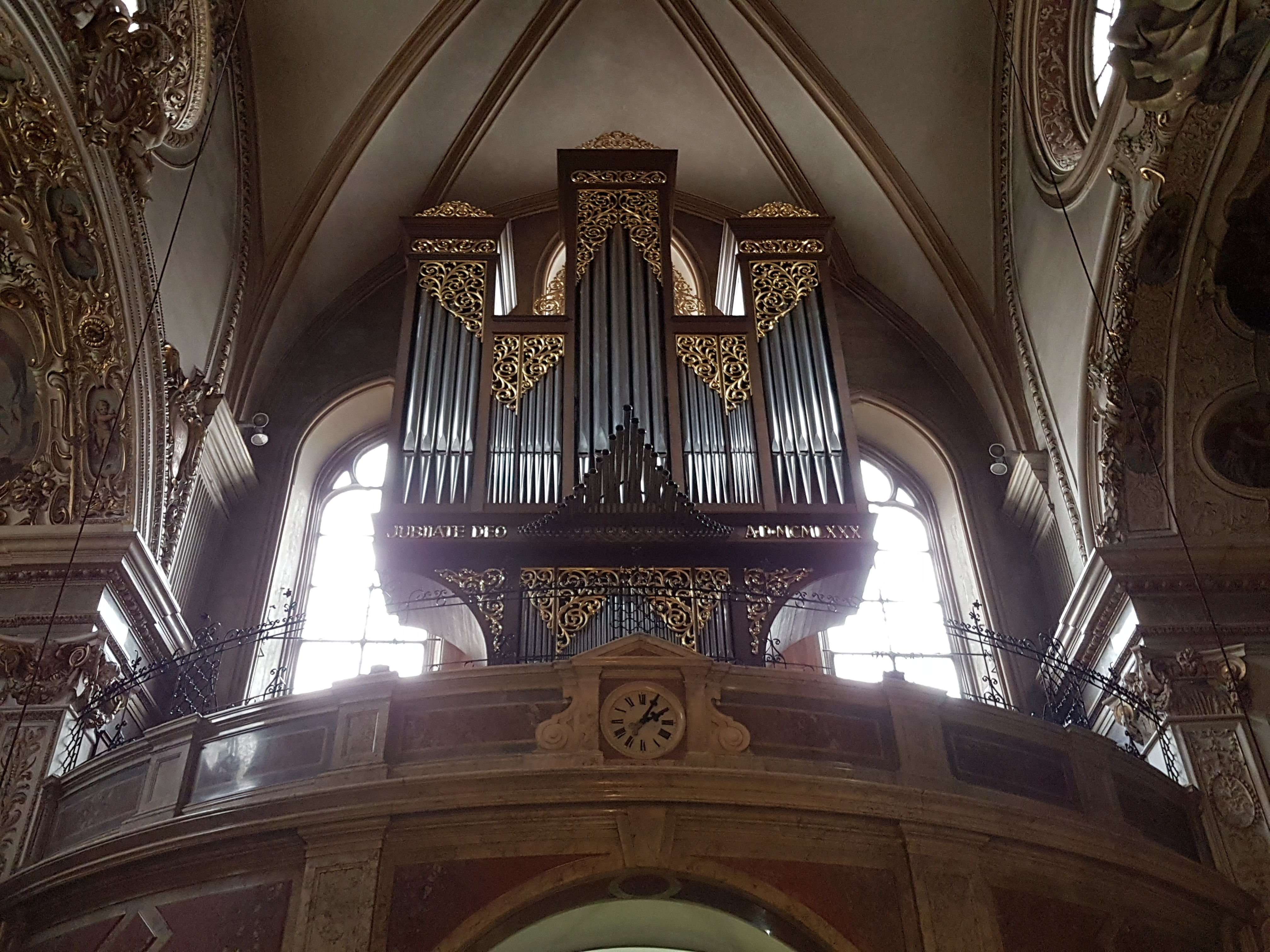
organy